# Spatagobrissus mirabilis
Spatagobrissus mirabilis is een zee-egel uit de familie Maretiidae.
De wetenschappelijke naam van de soort werd in 1923 gepubliceerd door Hubert Lyman Clark.